# Acqui Unione Sportiva 1933-1934
Questa voce raccoglie le informazioni riguardanti l'Acqui Unione Sportiva nelle competizioni ufficiali della stagione 1933-1934.

## Rosa
| N. |                   | Ruolo | Calciatore         |
| -- | ----------------- | ----- | ------------------ |
|    | Italia (bandiera) | A     | Giacomo Bisio      |
|    | Italia (bandiera) | A     | Pietro Borelli     |
|    | Italia (bandiera) | A     | Giuseppe Bruno     |
|    | Italia (bandiera) | D     | Francesco Cibrario |
|    | Italia (bandiera) | D     | Eugenio Coppa      |
|    | Italia (bandiera) | P     | Giacomo Durando    |

| N. |                   | Ruolo | Calciatore            |
| -- | ----------------- | ----- | --------------------- |
|    | Italia (bandiera) | P     | Pietro Forotti        |
|    | Italia (bandiera) | D     | Emilio Fracchia       |
|    | Italia (bandiera) | D     | Riccardo Gastaldi     |
|    | Italia (bandiera) | A     | Armando Giacobbe (II) |
|    | Italia (bandiera) | A     | Ettore Pesce          |
|    | Italia (bandiera) | A     | Cesare Zoccola        |